# Гольман П'єр
Гольман П'єр (фр. Golman Pierre, нар. 21 лютого 1971, Дессалін) — гаїтянський футболіст, що грав на позиції нападника за клуб ФІКА, а також національну збірну Гаїті.

## Клубна кар'єра
У дорослому футболі дебютував 1992 року виступами за команду «Дессалін» з рідного міста, в якій провів два сезони. 
1994 року перейшов до клубу ФІКА, за який відіграв решту 12 сезонів своєї ігрової кар'єри.

## Виступи за збірну
1996 року дебютував в офіційних матчах у складі національної збірної Гаїті.
У складі збірної був учасником розіграшу Золотого кубка КОНКАКАФ 2000 року та розіграшу Золотого кубка КОНКАКАФ 2002 року.
Загалом протягом восьми років взяв участь у 28 іграх за національну команду, забивши 23 голи.